# سانچی (داغستان)
سانچی (به لاتین: Sanchi) یک منطقهٔ مسکونی در روسیه است که در شهرستان کایتاگسکی واقع شده‌است.